# Euproctis citrinula
Euproctis citrinula is een donsvlinder uit de familie van de spinneruilen (Erebidae). De wetenschappelijke naam van de soort is voor het eerst geldig gepubliceerd in 1928 door van Eecke.